# رادامس پرا
رادامس پرا (به انگلیسی: Radames Pera) (زاده ۱۴ سپتامبر ۱۹۶۰) بازیگر آمریکایی است.
از فیلم‌های معروف او می‌توان به بازی در فیلم سپیده‌دم سرخ اشاره کرد.